# Pieris naganum
Pieris naganum är en fjärilsart som först beskrevs av Moore 1884.  Pieris naganum ingår i släktet Pieris och familjen vitfjärilar. Inga underarter finns listade i Catalogue of Life.